# Château Saint-Antoine
 (novembre 2018).
Le château Saint-Antoine est une grande bastide située dans le 11e arrondissement de Marseille. La bastide a été achetée en 1907 par le commandant comte de Robien, qui l'a étendue, et lui a donné son nom actuel. Il est également présent dans l'esprit de tous à travers Le Château de ma mère de Marcel Pagnol. En 2017, il est racheté par la Grande Loge de France qui le réhabilite entièrement et le transforme en temple maçonnique.

## Historique
Le château et sa propriété tels qu’on les connaît aujourd’hui sont le résultat de multiples regroupements de parcelles et de constructions datant de différentes époques :
- 1762[1] : Joseph Isoard, avocat, achète « La Miniarde », propriété située à l’est de la Barasse.
- 1792 : Jean-Baptiste Isoard, son héritier, l’agrandit en acquérant la propriété voisine « La Rousse ». À la place de l’ancienne bâtisse, il fait construire la partie centrale de l’actuel château et le nomme « La Rousse ».
- 1812 : Il regroupe toute une série de terres au sud de « La Maussane » séparées du domaine par la petite route d’Aubagne (actuelle avenue de Saint-Menet, D2).
- 1842 : Louis d’Alayer de Costemore achète le domaine.
- 1867 : François Philippe rachète le domaine à son tour.
- 1894 : Domaine vendu à Joseph Blanc.
- 1907 : Le comte Guy de Robien (ou plus exactement son épouse Marguerite Marie Blanche Halna du Fretay) se rend acquéreur de la propriété et y fait des modifications (gravure de blason de Robien notamment). Il renomme la demeure : « château de Saint-Antoine ».
- 1920 : Après le décès au combat du comte de Robien en 1915, son épouse cède le domaine en mai 1920 à Gabrielle Salles, épouse de Xavier Fine, un homme d'affaires.
- 1940 : La famille Fine cède le domaine à l'usine d'électrochimie de la Barrasse
- 1992 : La société ayant cessé son activité, le château et son domaine sont vendus à la SNC de la Valentine, société immobilière chargée de l'aménagement de la ZAC de la Valentine
- 1995 : Marseille-Aménagement (désormais SOLEAM, dont la ville de Marseille est le principal actionnaire) achète le château, et le laisse à l'abandon.

- Le château n'a pas été protégé, ni même recensé, durant la vague de recensement qui a permis, en 1996-1997, de faire inscrire à l'Inventaire Supplémentaire des Monuments Historiques le château de la Buzine, le château Régis et le château de la Reynarde, demeures voisines.
- En 2017 la Grande Loge de France se porte acquéreur, rénove et adapte la bastide pour ses nouveaux besoins.

### Protection (Monuments Historiques, P.L.U)
Une demande de protection a été faite par l'association, mais a été refusée après étude du dossier en commission. Le motif de ce refus est « l'état de ruine avancée du bâtiment. »
Jusqu'en 2006, le château faisait l'objet d'une protection au niveau du Plan Local d'Urbanisme. Le conseil municipal a décidé de la supprimer, allant à l'encontre du rapport d'enquête publique, arguant que le château pouvait "compromettre l'aménagement d'ensemble du secteur".

### Étendue de la propriété
La parcelle du château a été réduite au nord. Elle demeure cependant assez vaste (environ 9 ha), bordée au nord par le nouveau centre pénitentiaire pour mineurs, au sud par l’Huveaune, à l’ouest par le canal et à l’est par le parc d'activités « Valentine Vallée Verte » (dont le bâtiment le plus proche est un centre de tri postal).

### Extérieur des bâtiments
S'il n’apparaît aucun changement majeur dans la structure extérieure des bâtiments par rapport à l'état antérieur, le bâtiment rénové apparaît comme neuf, accompagné désormais d'une extension de style résolument moderne. Les espaces verts sauvages qui entouraient le bâtiment ont été remplacés par des parkings.

### Intérieur des bâtiments
L'intérieur est aménagé pour répondre aux besoins de la Grande Loge de France.

### Saint-Antoine au sein de la ZAC de la Valentine
Le château et son parc se situent au cœur de la Zone d’aménagement concerté de la Valentine. Au niveau du Plan Local d’Urbanisme, le terrain est divisé en plusieurs zones : 
- Pour le château et l’allée de platanes : UzvP (équipements publics collectifs)
- Pour le terrain entourant le château : UzvDa (habitations à densité réduite).
- Une partie au nord et à l’ouest est en zone UzvE (activités économiques)
- Les espaces boisés situés à l’est et à l’ouest sont protégés.

Il avait été prévu dans les règles d’urbanisme de la ZAC un article spécifique au château Saint-Antoine qui stipule que : 
« UzvE – 11 : Tout projet implanté à proximité du château Saint-Antoine et de son jardin fera l’objet d’un plan de détail établi en concertation avec les services de la Ville afin d’en assurer la bonne intégration [...] L’emploi, en façade, de matériaux exposés à la vue et présentant un aspect non fini est rigoureusement interdit. »
En 2006, cet article ne fait plus partie du règlement.
- Valentine Vallée Verte

20 ha de terrain à l’est de Saint-Antoine ont été acquis par la société australienne Goodman, et aujourd'hui rachetés par la société française YG investissement, afin d’y installer une vaste zone d’activité économique baptisée « Valentine Vallée Verte ». Les anciennes usines Nestlé sont réhabilitées afin de s’inscrire dans cette nouvelle zone. Des travaux ont été réalisés au sud de la parcelle. Une partie du parc a encore été amputée. Un centre de tri de La Poste a été construit le long de l'Huveaune, au sud-est du château.

## Personnes importantes pour la postérité du lieu

### Marcel Pagnol
« Nous traversâmes quatre propriétés immenses. Dans la première, des parterres de fleurs entouraient un château à tourelles. Autour des parterres, il y avait des vignes et des vergers.
— Ici, dit Bouzigue, c'est le château d'un noble. Il doit être malade, parce qu'on ne le voit jamais.
— Si cet aristocrate nous rencontrait chez lui, dit mon père, ça pourrait lui déplaire. Moi, je n'aime pas beaucoup les nobles.
— C'est un comte, dit Bouzigue, on n'en dit pas de mal dans le quartier. »

— Le Château de ma mère – Marcel Pagnol

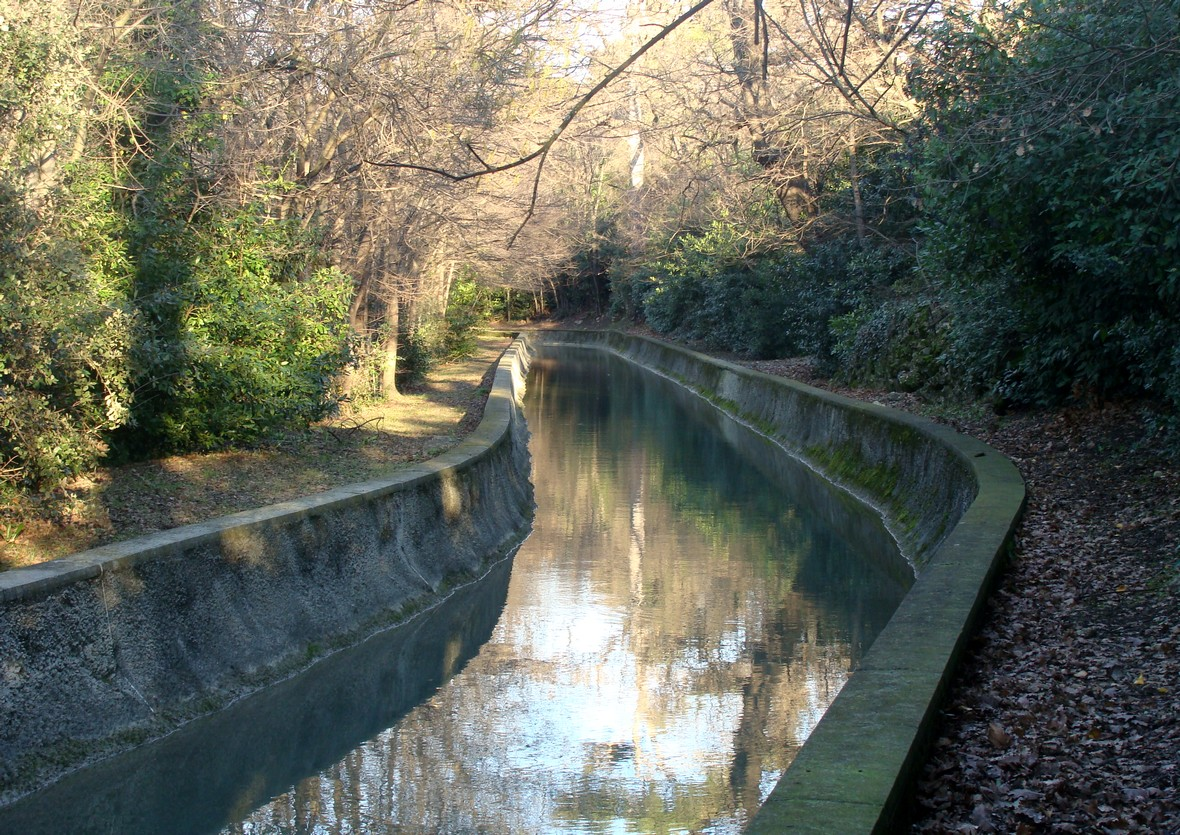
Le canal de Marseille dans le domaine du château de Robien.

Effectivement, ce « château à tourelles », appartenant à un comte, fait penser au château Saint-Antoine. Au début du XXe siècle, la famille Pagnol, après s’être arrêtée au terminus du tramway à la Barasse, traversait irrégulièrement quatre propriétés privées, en suivant la berge du canal de Marseille afin de raccourcir leur parcours pour monter au petit village des vacances : La Treille. Leur traversée secrète dans ce domaine se transforma ensuite en une véritable partie de plaisir, le propriétaire y étant décrit comme quelqu’un de chaleureux et très accueillant, offrant tous les samedis les « Roses du Roy » à Augustine Pagnol. Le canal de Marseille traverse effectivement la propriété à l’ouest du château.

### Guy Léon Marie, comte de Robien[3]
Issu d’une vieille et illustre famille de Bretagne, Guy de Robien naquit le 30 novembre 1857 au château de Robien, au Fœil près de Quintin (Côtes-d'Armor). Sorti de Saint-Cyr en 1877, il effectua sa carrière militaire pendant trente-cinq ans, dans différentes garnisons, notamment comme sous-lieutenant au 71e régiment d'infanterie de Saint-Brieuc. Après avoir été nommé lieutenant en 1883 et affecté au 13e régiment d'infanterie de Nevers, il devint capitaine en 1886 au 108e régiment d'infanterie de Bergerac. En 1889 il fait campagne dans le sud Marocain. Ses convictions religieuses freinent ensuite sa carrière : il ne devient chef de bataillon, à Marmande, qu'en 1903 et quitte l'armée en 1909, atteint par la limite d'âge. 
Il rêvait d’écrire une philosophie de l’Histoire qui devait embrasser pas moins de quinze volumes. Quatre seulement furent achevés, et seuls les deux premiers parurent.
En 1888, après s’être marié trois ans plus tôt à Marguerite Marie Blanche Halna de Fretay, il donna naissance à son fils Guy Léon Fortune Paul Marie de Robien, qui publia le livre L’idéal français dans un cœur breton, un livre qui retrace la vie de son père. C'est grâce à cet ouvrage que l’on connaît en détail la vie du comte ainsi que son passage au château Saint-Antoine qu’il nommait son « Oasis ».
En 1907, il prit sa retraite et, tombant amoureux de la Provence, racheta le château de « la Rousse » pour s’y retirer. Ce fut à cette époque que le commandant rebaptisa la demeure « château Saint-Antoine ». En effet, Louise Bouffier de Toulon, fondatrice de l’œuvre « Le pain des pauvres » dont le culte est voué à Saint-Antoine de Padoue, touchée par la foi profonde du comte, lui donna une statuette à l'effigie du Saint, avant de mourir en 1908. Le comte décida alors de l’installer dans sa petite chapelle située dans les étages afin de placer le château sous sa bienveillance.
En 1914, alors que la guerre éclata, il se porta volontaire et devint lieutenant colonel de réserve affecté au 26e régiment d’infanterie. Il tomba au champ d'honneur le 5 janvier 1915, à Roclincourt dans le Pas-de-Calais.

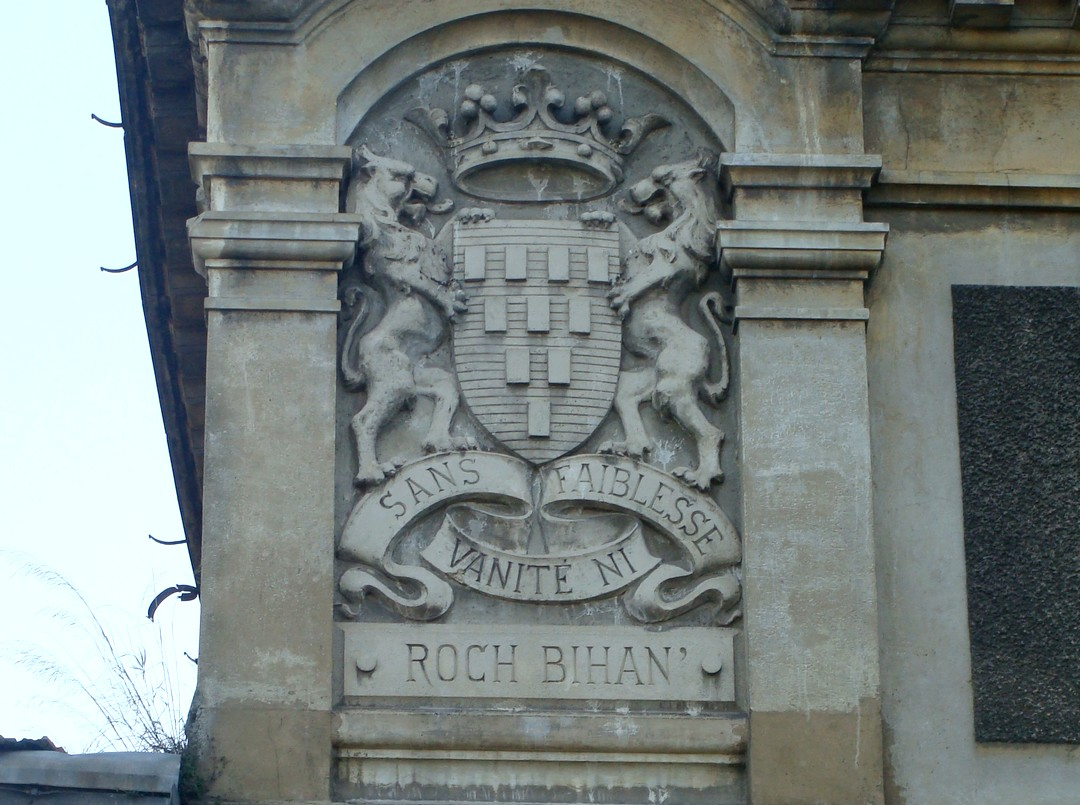

Son passage marqua éternellement la propriété. Il fit notamment bâtir l’actuelle aile ouest du château, sur laquelle il fit sculpter un blason composé de deux lions rampants tenant l’écusson de la maison de Robien, le tout surmonté d’une couronne. Au-dessous, s’inscrit la devise « Sans vanité ni faiblesse » ainsi que « ROCH BIHAN », nom transformé au XIVe siècle en « de Robien ». D’après le livre de son fils, on apprend qu’il était très attaché à son parc qu’il arpentait tous les jours.
Il est fort probable que Pagnol se soit inspiré de cet homme pour le personnage du Comte. On sait, d'après le livre de son fils, que le Comte de Robien était apprécié des gens du village.

## Le château Saint-Antoine en 2021
Depuis 2017 le château est la propriété de la Grande Loge de France. Il accueille à l'occasion des manifestations publiques, culturelles, sous forme de conférences ou artistiques, dont le festival « Les Heures Bleues ».[réf. nécessaire].
Les loges de la Grande Loge de France s'y réunissent et y héberge également des obédiences amies.[réf. nécessaire]
Sept Loges peuvent s'y réunir en même temps, dans ses temples. Un grand Temple de 400 places peut accueillir des événements exceptionnels.[réf. nécessaire]